# P12 세포
PC12 세포(PC12 cells)은 집쥐(rat)의 부신 수질(adrenal medulla)에 발생한 크롬친화세포종(pheochromocytoma)에서 유래된 세포주(cell line)이다.
부신 수질에서 카테콜아민 분비기능을 하는 크롬친화세포(chromaffin cells)는 이미 분화되어 분열하지 않으므로, 크롬친화세포를 연구하기 위해 배양 가능한 PC12 세포가 흔히 사용된다. 또한, PC12 세포에 신경성장인자(NGF, nerve growth factor)를 처리하면 신경세포로 최종 분화(terminal differentiation)한다. 이러한 특성으로 인해 PC12 세포는 신경분화 연구의 모델로도 유용하게 사용된다.

## 같이 보기
- 세포 배양
- 부신속질
- 세포 분화
- 크롬친화세포종